# Коцури (Західнопоморське воєводство)
Коцури (пол. Kocury, нім. Hagenhorst) — село в Польщі, у гміні Полчин-Здруй Свідвинського повіту Західнопоморського воєводства.
У 1975-1998 роках село належало до Кошалінського воєводства.